# … denn der Wind kann nicht lesen (Film)
… denn der Wind kann nicht lesen (Originaltitel: The Wind Cannot Read) ist ein britischer Kriegsfilm des Regisseurs Ralph Thomas. Die Hauptrollen spielen Dirk Bogarde und Yoko Tani. Die deutsche Erstaufführung war am 10. März 1959. Dem Film zugrunde liegt der gleichnamige Roman von Richard Mason.

## Handlung
Der Pilot Michael Quinn stürzt mit seiner Maschine im Dschungel ab und überlebt verletzt. Zur Genesung wird er nach Delhi geschickt. Dort ist er für eine neue Aufgabe vorgesehen: Er soll Japanisch lernen, um als Verhöroffizier zu arbeiten. In der Schule lernt er die Lehrerin Suzuki San kennen, die er schon einmal zuvor flüchtig gesehen hatte.
Die beiden fühlen sich im Laufe des Unterrichts zueinander hingezogen und treffen einander heimlich „außerdienstlich“. Ein Mitschüler Quinns, der wichtigtuerische Offizier Fenwick, bemerkt die Sache bald und versucht die Beziehung zu unterbinden. Quinns Vorgesetzter dagegen zeigt überraschenderweise Verständnis.
Quinn merkt schnell, dass bei „Sabby“, wie er Suzuki nennt, trotz ihrer äußeren Fröhlichkeit ein Schatten tiefer Wehmut auf ihrem Gemüt lastet. Während des Urlaubes bittet Quinn Suzuki seine Frau zu werden. Sie sagt ja, und die beiden verleben in den nächsten Wochen inmitten der tropischen Natur Zeiten der Unbeschwertheit.
Im Laufe der Zeit fällt jedoch immer häufiger ein Schatten versteckter und unverständlicher Angst auf beider Leben. Quinn ahnt, dass Suzuki ein Geheimnis verbirgt. Als ein Kamerad verletzt ausfällt, muss Quinn in den Einsatz. Bei einem Erkundungsauftrag wird Quinn von den Japanern gefangen genommen. Als er sich weigert, militärische Geheimnisse zu verraten, wird er gefoltert. Nur die Stimme seiner Frau Suzuki im Radio hält ihn am Leben. Als die Nachrichten plötzlich von einer Männerstimme gesprochen werden, erfährt Quinn von dem Mitgefangenen Fenwick, dass Suzuki schwer krank ist. Mit Fenwicks Hilfe flieht Quinn und schlägt sich durch den erbarmungslosen Dschungel, getrieben von der Angst um seine Frau. Er erreicht Delhi und erfährt, dass Suzuki im Krankenhaus liegt. Obwohl erst noch Hoffnung besteht, stirbt sie, kurz nachdem er ein letztes Mal an ihrem Bett war.

## Kritiken
„Behutsam inszeniert und dezent gespielt, ist die stark emotionale Liebesgeschichte in eine Abenteuerhandlung eingebunden.“